# Eratosthenium
| Maan-tijdschaal | Maan-tijdschaal | Maan-tijdschaal   |
| Periode         | Epoche          | Tijd geleden (Ma) |
| --------------- | --------------- | ----------------- |
| Copernicum      | Copernicum      | heden - 1100      |
| Eratosthenium   | Eratosthenium   | 1100 - 3200       |
| Imbrium         | Laat            | 3200 - 3800       |
| Imbrium         | Vroeg           | 3800 - 3850       |
| Nectarium       | Nectarium       | 3850 - 3920       |
| Prenectarium    | Bekken Groepen  | 3850 - 4150       |
| Prenectarium    | Crypticum       | 4150 - 4567       |

Het Eratosthenium is een periode uit de geologische tijdschaal van de Maan, die ongeveer duurde van 3200 tot 1100 miljoen jaar geleden. Het Erastothenium komt na het Laat Imbrium en voor het Copernicum. Het tijdperk is genoemd naar de krater Erastothenes, waarvan de vorming als begin van het Erastothenium geldt.
Soms wordt de vorming van de krater Copernicus als het einde van het Erastothenium gezien. Een tegenwoordig vaker gebruikte definitie is het door erosie verdwenen zijn van kraters met een bepaalde diameter.
Het grootschalige basaltische vulkanisme dat in het Imbrium plaatsvond hield aan het begin van het Erastothenium geleidelijk op. De jongst bekende lavastromen op de Maan, geïdentificeerd op foto's van ruimtesondes, zijn gevormd aan het einde van het Imbrium.
Vergeleken met de tijdschaal voor de Aarde beslaat het Erastothenium het grootste gedeelte van de era's Neoarcheïcum, Paleoproterozoïcum en Mesoproterozoïcum.